# 봉천우
봉천우(奉天祐)는 고려의 문신이다.
충숙왕이 원나라의 연경에 억류되어 있는 동안 시종하였던 공으로 1327년(충숙왕 14) 우부대언(右副代言)으로서 1등 공신으로 책봉되었다.
왕이 병이 들어 정사(政事)에 전념할 수 없게 되자 대언(代言)으로서 김지경(金之鏡)·고용현(高用賢)·윤석(尹碩)과 함께 전주권(銓注權 : 인사권)을 관장하였다.
1344년(충목왕 즉위년) 서연(書筵)을 설치하였을 때 밀직부사(密直副使)로서 시독(侍讀)에 참여하였다. 같은 해 음력 10월 8일(양력 11월 13일) 안축(安軸)과 함께  지밀직사사(知密直司事)가 되었다.